# Scapulaire du Précieux Sang
Le scapulaire du Précieux Sang est un scapulaire catholique associé à l'archiconfrérie du précieux Sang et aux missionnaires du Précieux Sang parfois appelé scapulaire rouge, il ne doit pas être confondu avec le scapulaire rouge de la Passion.

## Description
Le scapulaire est fait de tissu rouge avec l'image d'un crucifix ou du sacré-cœur dont le sang coule dans un calice, l'autre partie consiste simplement en un petit morceau de tissu rouge. Aucune indulgence n'est attaché au port de ce scapulaire.

## Origine
Le scapulaire doit son origine au chanoine François Albertini, prêtre à la basilique San Nicola in Carcere de Rome qui crée le 8 décembre 1808 une confrérie destinée à méditer fréquemment la Passion et à offrir à Dieu le sang de son Fils pour l'expiation des péchés, la conversion des pécheurs, les besoins de l'Église et les âmes dans le purgatoire. Il compose le chapelet du Précieux Sang, puis un scapulaire et un cordon rouge comme marque d'appartenance à la confrérie mais dont l'imposition reste facultatif pour être agréger à l'association. Gaspard del Bufalo, fondateur des missionnaires du Précieux-Sang, qui avait le chanoine Albertini comme guide spirituel a beaucoup contribué à propager la dévotion du Précieux-Sang et son archiconfrérie.

## Approbation
La confrérie est canoniquement érigée par Pie VII par son cardinal vicaire le 27 février 1809 et élevé au rang d'une archiconfrérie le 26 septembre 1815 et l'enrichi de nombreuses indulgences. Pie IX a augmenté les privilèges le 19 janvier 1850 et le 30 septembre 1852.